# Ваит Насуфи
Ваит Насуфи (на албански: Vahit Nasufi; на македонска литературна норма: Ваит Насуфи) е поет и детски писател от Северна Македония, от албански произход.

## Биография
Роден е през 1945 година в стружкото село Велеща, тогава във Федерална Югославия. Завършва Висша педагогическа школа. Работи като учител в основното училище „Зими Хани“ във Велеща. Член е на Дружеството на писателите на Македония от 1983 година.